# Flagellariaceae
Las flagelariáceas (nombre científico Flagellariaceae) forman una familia de plantas monocotiledóneas distribuidas en los trópicos del Viejo Mundo, hasta las islas del Pacífico. Son plantas parecidas a los pastos, robustas, trepadoras, que pueden ser reconocidas por sus hojas, que terminan en un zarcillo que la planta utiliza para sostenerse. Las inflorescencias son más bien grandes y en forma de panícula, y poseen muchas flores pequeñas, perfectas. La familia fue reconocida por sistemas de clasificación modernos como el sistema de clasificación APG III (2009) y el APWeb (2001 en adelante), en los que consta de un único género, Flagellaria, con cuatro especies.

## Filogenia
La familia pertenece al "núcleo de los Poales", ver Poales para una discusión de este clado.

## Taxonomía
La familia fue reconocida por el APG III (2009), el Linear APG III (2009) le asignó el número de familia 103. La familia ya había sido reconocida por el APG II (2003).
El único género y la lista de especies, conjuntamente con su publicación válida y distribución, según el Royal Botanic Gardens, Kew (visitado en enero del 2009):
Flagellaria L., Sp. Pl.: 333 (1753). 4 especies:
- Flagellaria gigantea Hook.f., Hooker's Icon. Pl. 15: t. 1429 (1883). Bismarck Arch. a SO. Pacífico.
- Flagellaria guineensis Schumach., Beskr. Guin. Pl.: 181 (1827). Trop. y S. África, Madagascar.
- Flagellaria indica L., Sp. Pl.: 333 (1753). S. Tanzania a Mozambique y O. Pacífico.
- Flagellaria neocaledonica Schltr., Bot. Jahrb. Syst. 39: 27 (1906). Is. Solomon a Fiji.